# 木管号
木管号是一种吹口呈杯状、具有指孔的木制铜管乐器，流行于15世纪末至17世纪末。
木管号的前身可能是在牛羊的洞角上凿孔制成的乐器，至今这种具有指孔的角仍在斯堪的纳维亚使用，如挪威羊角号、瑞典牛角号。俄罗斯牧笛也与木管号很相似。